# 吴嘉善
吴嘉善（1818年—1885年），字子登，江西南丰县人，清代数学家。
咸丰二年（1852年）壬子恩科进士，选翰林院庶吉士。散館授編修。在京师任职期间，常与江苏巡抚、算学家徐有壬切磋算学。
同治元年（1862年），吴嘉善游长沙，结识丁取忠。同治二年来到广州，与邹伯奇、夏鸾翔相识。光绪五年，出使法国，驻巴黎。后回国从师学习，不久去世。
吴嘉善在徐有壬去世后，续完《测圆密率》3卷。同治六年，又为算学家李善兰校刊《尖锥变法解》1卷。撰有《算学二十一种》，被收入《白芙堂算学丛书》。另有《翻译小补》。

## 延伸阅读
[在维基数据编辑]
 《清史稿·卷507》，出自趙爾巽《清史稿》